# Pavelló Toni Martí
El Pavelló Toni Martí, antigament conegut com a Pavelló de Govern, és un gran pavelló esportiu multiusos inaugurat l'any 1991 que té com a element principal la gran pista central. Al voltant de la pista s'articula una graderia amb capacitat per a uns 5.000 espectadors. El recinte disposa d'altres espais complementaris com gimnàs de musculació, sales de reunions o espais VIP.
El Bàsquet Club Andorra, que actualment milita a la Lliga ACB, disputa els seus partits com a local en aquesta instal·lació. No obstant, la pista també acull partits d'altres disciplines esportives com l'hoquei sobre patins, disputant-se aquí la fase final de la Lliga europea del 2011 i de l'Europa Cup del 2021.